# Kostel
Kostel é um município e localidade da Eslovênia. A sede do município fica na localidade de Fara.